# Puchar Rosji w piłce nożnej (2018/2019)
27. edycja piłkarskiego Pucharu Rosji. W sezonie 2018/19 trofeum zdobył Lokomotiw Moskwa.
W stosunku do poprzednich sezonów zaszła zmiana w formacie turnieju – na etapie ćwierćfinału i półfinału będą rozgrywane dwumecze.

## Uczestnicy
① Priemjer-Liga – 16 klubów;

② Pierwyj diwizion (FNL) – 17 klubów (nie biorą udziału drużyny rezerwowe);

③ Wtoroj diwizion (PFL) – 51 klubów (nie biorą udziału drużyny rezerwowe);

④ Liga Amatorska (LFL) – 7 drużyn: Atom Nowoworoneż, Krasnyj-SGAFKST, Awtofaworit Pskow, Nowokuźnieck, Chimik Wurnary, Łada Dimitrowgrad i FK Błagowieszczeńsk;

⑤ Rozgrywki regionalne – 2 drużyny: Zwiezda Petersburg, Kubań Pawłowskaja.

## Rozgrywki
Pierwsza runda (1/256)
21 i 22 lipca 2018
| Drużyna 1          | Wynik | Drużyna 2          |
| ------------------ | ----- | ------------------ |
| Kubań Pawłowskaja  | 2–0   | Urożaj Krasnodar   |
| Dinamo Stawropol   | 2–0   | Anguszt Nazrań     |
| Biolog Nowokubańsk | 1–0   | Akadiemija Batajsk |
| Awtofaworit Pskow  | 0–2   | Łuki-Eniergija     |
| Atom Nowoworoneż   | 0–1   | Mietałłurg Lipieck |

Druga runda (1/128)
30 i 31 lipca 2018
| Drużyna 1                  | Wynik        | Drużyna 2                 |
| -------------------------- | ------------ | ------------------------- |
| Nowokuźnieck               | walkower     | Dinamo Barnauł            |
| Łuki-Eniergija             | 1–0          | Pskow-747                 |
| Zwiezda Petersburg         | 3–1          | Leningradiec              |
| Krasnyj-SGAFKST            | 1–4          | Dniepr Smoleńsk           |
| FK Kaługa                  | 2–1          | Weles Moskwa              |
| Saturn Ramienskoje         | 1–2          | Tiekstilszczik Iwanowo    |
| Zorki Krasnogorsk          | 3–2          | Kołomna                   |
| Murom                      | 0–2          | Riazań                    |
| Torpedo Moskwa             | 1–0          | Torpedo Władimir          |
| Kwant Obninsk              | 3–1          | FK Dołgoprudny            |
| Znamia Truda               | 2–2 (k. 5–4) | FK Strogino               |
| Chimik Nowomoskowsk        | 0–1          | Dinamo Briańsk            |
| Mietałłurg Lipieck         | 1–0          | Salut Biełgorod           |
| Zwiezda Perm               | 2–3          | Zenit Iżewsk              |
| KAMAZ Nabierieżnyje Czełny | 2–3          | Nieftiechimik             |
| FK Czelabińsk              | 0–0 (k. 5–4) | Nosta Nowotroick          |
| Chimik Wurnary             | 2–3          | Wołga Uljanowsk           |
| Łada Dimitrowgrad          | 2–2 (k. 5–6) | Łada Togliatti            |
| Sokoł Saratów              | 2–3          | Syzrań-2003               |
| Wołgar Astrachań           | 2–1          | Legion-Dinamo Machaczkała |
| Maszuk-KMW Piatigorsk      | 2–0          | Dinamo Stawropol          |
| Spartak Nalczyk            | 0–4          | Spartak Władykaukaz       |
| Czajka                     | 5–0          | SKA Rostów nad Donem      |
| Drużba Majkop              | 1–1 (k. 4–3) | Biolog Nowokubańsk        |
| Czernomoriec               | 2–0          | Kubań Pawłowskaja         |

Trzecia runda (1/64)
31 lipca, 7 i 11 sierpnia 2018
| Drużyna 1              | Wynik        | Drużyna 2             |
| ---------------------- | ------------ | --------------------- |
| Dinamo Barnauł         | 1–1 (k. 4–1) | Irtysz Omsk           |
| Czyta                  | 2–3          | Zenit Irkuck          |
| FK Błagowieszczeńsk    | 0–3          | Sachalin              |
| Łuki-Eniergija         | 1–0          | Zwiezda Petersburg    |
| Dniepr Smoleńsk        | 1–2          | FK Kaługa             |
| Tiekstilszczik Iwanowo | 3–1          | Zorki Krasnogorsk     |
| Riazań                 | 0–3          | Torpedo Moskwa        |
| Kwant Obninsk          | 1–4          | Znamia Truda          |
| Dinamo Briańsk         | 1–0          | Mietałłurg Lipieck    |
| Zenit Iżewsk           | 0–1          | Nieftiechimik         |
| Wołga Uljanowsk        | 1–1 (k. 1–4) | FK Czelabińsk         |
| Łada                   | 0–3          | Syzrań-2003           |
| Wołgar Astrachań       | 2–1          | Maszuk-KMW Piatigorsk |
| Spartak Władykaukaz    | 1–3          | Czajka                |
| Drużba Majkop          | 0–1          | Czernomoriec          |

1/32 finału
22 sierpnia 2018
| Drużyna 1              | Wynik        | Drużyna 2         |
| ---------------------- | ------------ | ----------------- |
| Znamia Truda           | 0–1          | Bałtika           |
| Łuki-Eniergija         | 0–0 (k. 5–4) | Czertanowo        |
| Torpedo Moskwa         | 2–0          | Szynnik Jarosław  |
| Tiekstilszczik Iwanowo | 2–3          | FK Chimki         |
| Dinamo Briańsk         | 1–3          | Awangard Kursk    |
| FK Kaługa              | 4–4 (k. 2–4) | Tambow            |
| Wołgar Astrachań       | 0–0 (k. 4–2) | Fakieł Woroneż    |
| Syzrań-2003            | 1–1 (k. 4–3) | Rotor Wołgograd   |
| Czernomoriec           | 2–1          | PFK Soczi         |
| Czajka                 | 2–0          | Armawir           |
| FK Czelabińsk          | 0–1          | FK Niżny Nowogród |
| Nieftiechimik          | 1–0          | Mordowia Sarańsk  |
| Tiumeń                 | 2–1          | Sibir Nowosybirsk |
| Dinamo Barnauł         | 0–0 (k. 5–4) | Tom Tomsk         |
| Sachalin               | 3–0          | Zenit Irkuck      |
| Łucz Władywostok       | 0–2          | SKA-Chabarowsk    |

1/16 finału
25–27 września i 10 października 2018
| Drużyna 1         | Wynik        | Drużyna 2              |
| ----------------- | ------------ | ---------------------- |
| Bałtika           | 2–3          | Lokomotiw Moskwa       |
| Łuki-Eniergija    | 1–2          | Jenisej Krasnojarsk    |
| Torpedo Moskwa    | 0–1          | Dinamo Moskwa          |
| FK Chimki         | 0–1          | Rubin Kazań            |
| Awangard Kursk    | 0–2          | FK Krasnodar           |
| Tambow            | 1–2          | Krylia Sowietow Samara |
| Wołgar Astrachań  | 0–4          | Zenit Petersburg       |
| Syzrań-2003       | 0–4          | FK Rostów              |
| Czernomoriec      | 0–1          | Spartak Moskwa         |
| Czajka            | 1–2          | Anży Machaczkała       |
| FK Niżny Nowogród | 0–0 (k. 5–3) | FK Ufa                 |
| Nieftiechimik     | 2–3          | Urał Jekaterynburg     |
| Tiumeń            | 1–1 (k. 3–0) | CSKA Moskwa            |
| Dinamo Barnauł    | 0–2          | FK Orenburg            |
| Sachalin          | 1–2          | Arsienał Tuła          |
| SKA-Chabarowsk    | 3–3 (k. 2–4) | Achmat Grozny          |

1/8 finału
25, 31 października i 1 listopada 2018
| Drużyna 1              | Wynik | Drużyna 2           |
| ---------------------- | ----- | ------------------- |
| Lokomotiw Moskwa       | 4–1   | Jenisej Krasnojarsk |
| Rubin Kazań            | 1–0   | Dinamo Moskwa       |
| Krylia Sowietow Samara | 1–2   | FK Krasnodar        |
| FK Rostów              | 3–1   | Zenit Petersburg    |
| Spartak Moskwa         | 1–0   | Anży Machaczkała    |
| Urał Jekaterynburg     | 2–0   | FK Niżny Nowogród   |
| FK Orenburg            | 1–0   | Tiumeń              |
| Achmat Grozny          | 0–2   | Arsienał Tuła       |

1/4 finału
Pierwsze mecze 28 listopada i 5 grudnia 2018. Rewanże 24 lutego i 6–7 marca 2019.
| Drużyna 1                            | Wynik dwumeczu | Drużyna 2          | Pierwszy mecz | Drugi mecz |
| ------------------------------------ | -------------- | ------------------ | ------------- | ---------- |
| Lokomotiw Moskwa                     | 2–0            | Rubin Kazań        | 1–0           | 1–0        |
| FK Krasnodar                         | 2–3            | FK Rostów          | 2–2           | 0–1        |
| Spartak Moskwa                       | 1–2            | Urał Jekaterynburg | 1–1           | 0–1        |
| FK Orenburg                          | 3–5            | Arsienał Tuła      | 2–4           | 1–1        |
| Po lewej gospodarz pierwszego meczu. |                |                    |               |            |

1/2 finału
Pierwsze mecze 3 kwietnia 2019. Rewanże 15 maja.
| Drużyna 1                            | Wynik dwumeczu | Drużyna 2     | Pierwszy mecz | Drugi mecz |
| ------------------------------------ | -------------- | ------------- | ------------- | ---------- |
| Lokomotiw Moskwa                     | 4–2            | FK Rostów     | 2–2           | 2–0        |
| Urał Jekaterynburg                   | 3–2            | Arsienał Tuła | 1–0           | 2–2        |
| Po lewej gospodarz pierwszego meczu. |                |               |               |            |

### Finał
| 22 maja 201919:30 SAMT | Lokomotiw Moskwa  | 1:0 | Urał Jekaterynburg                | Samara Arena, Samara Widzów: 38 018 Sędzia: S. Łapoczkin |
| 22 maja 201919:30 SAMT | Barinow 27'       | 1:0 |                                   | Samara Arena, Samara Widzów: 38 018 Sędzia: S. Łapoczkin |
| 22 maja 201919:30 SAMT | Barinow Guilherme | 1:0 | Pogriebniak Mierkułow Jemieljanow | Samara Arena, Samara Widzów: 38 018 Sędzia: S. Łapoczkin |